# Carlo Maserati

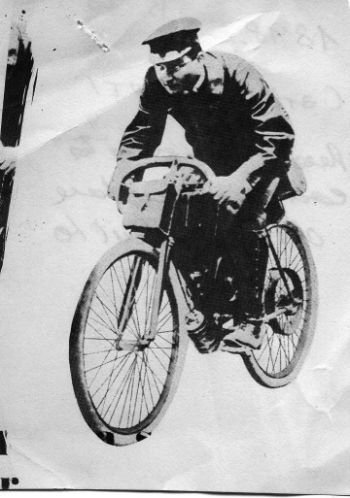
Carlo Maserati auf einem frühen Motorrad

Carlo Maserati (* 1881 in Voghera; † 1910 in Bologna) war ein italienischer Ingenieur, Motorrad- und Automobilrennfahrer.

## Werdegang
Carlo Maserati wurde 1881 als Ältester der sieben Söhne von Rodolfo und Carolina Maserati, geb. Losi in Voghera geboren. Sein Vater war in den Achtzigerjahren des 19. Jahrhunderts als Lokomotivführer, nach anderen Quellen als Eisenbahningenieur in der norditalienischen Lombardei tätig.
Seine Laufbahn als Ingenieur begann Maserati im Alter von 16 Jahren in einer Fahrradfabrik in Affori, das heute zu Mailand gehört. Dort entwickelte er einen Einzylinder-Verbrennungsmotor zum Antrieb von Fahrrädern, der mit Hilfe des vermögenden Markgrafen Michele Carcano in dessen Fabrik in Anzano del Parco hergestellt wurde.
Carlo Maserati nahm mit der selbst entwickelten Maschine zur Wende vom 19. zum 20. Jahrhundert an Motorsportveranstaltungen teil und gewann u. a. die Rennen Brescia–Orzinuovi (1899), Brescia–Cremona–Mantua–Verona–Brescia (1900) und Padua–Bovolenta (1900).
Im Jahr 1901 schloss Carcano seine Fabrik. Carlo Maserati arbeitete daraufhin zwischen 1901 und 1903 an der Seite von Vincenzo Lancia bei Fiat als Test- und Rennfahrer. 1903 übernahm er dieselbe Funktion bei Isotta Fraschini in Mailand, wo auf seine Initiative hin auch sein Bruder Alfieri Maserati eine Mechanikerlehre begann.
Mindestens ab 1907 war Maserati bei Bianchi angestellt und trat für das Unternehmen aus Treviglio auch als Rennfahrer bei Automobilrennen an. Bei der Coppa Florio 1907 in Brescia belegte er Rang acht, beim Kaiserpreis-Rennen 1907 im Taunus kam er auf einem 120 HP nicht in die Wertung.
1908 oder 1909 wechselte Carlo Maserati zur Fabbrica Junior Torinese Automobili nach Turin, wo zu dieser Zeit auch sein Bruder Ettore Maserati arbeitete.
Carlo Maserati starb im Jahr 1910 mit nicht einmal 30 Jahren an der Tuberkulose. Knapp vier Jahre später – am 1. Dezember 1914 – gründete sein Bruder Alfieri Maserati in Bologna die Società Anonima Officine Alfieri Maserati.